# Siegfried Haase
Siegfried Haase war ein deutscher Jurist, Amtshauptmann und Landrat.

## Leben und Wirken
Nach Schulbesuch, Studium der Rechtswissenschaften und Promotion legte er am 14. März 1925 die juristische große Staatsprüfung ab. Er trat in den öffentlichen Dienst ein und wurde zum Regierungsrat befördert. Beschäftigt war er im Sächsischen Ministerium des Innern in Dresden.
Mit Wirkung vom 1. Oktober 1937 wurde er zum Amtshauptmann in der Amtshauptmannschaft Döbeln ernannt, nachdem er diese Funktion bereits seit März 1937 kommissarisch ausgeübt hatte. Er blieb dort, ab 1. Januar 1939 mit der neuen Amtsbezeichnung Landrat, bis 1943 im Amt. Während des Zweiten Weltkrieges wurde Haase in das Reichskommissariat Ukraine abgeordnet.